# Duke Kahanamoku

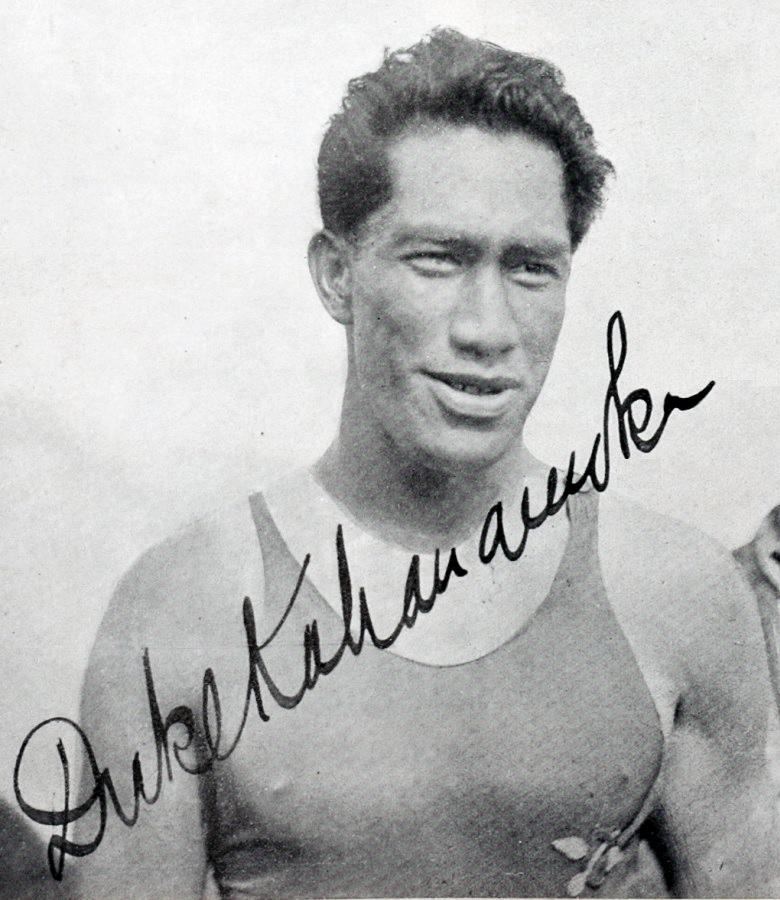
Duke Kahanamoku en 1921.

Duke Paoa Kahinu Mokoe Hulikohola Kahanamoku dit Duke Kahanamoku, né le 24 août 1890 à Honolulu (Hawaï) et mort le 22 janvier 1968 dans la même ville, est un nageur, un surfeur et un acteur américain hawaïen. Premier nageur à conserver le titre olympique du 100 mètres nage libre en 1920 après celui de 1912, il détient également une autre médaille d'or olympique avec le relais 4 × 200 mètres en 1920, deux médailles d'argent aux jeux de 1924 et au 4 × 200 mètres en 1912. Il est également considéré comme l'une des personnalités les plus importantes du monde du surf en faisant découvrir sa pratique sur les côtes américaines, en Australie et dans le monde entier lors d'exhibitions. Il est le frère de Samuel Kahanamoku.

## Biographie

### Les débuts
Le nom « Duke » n'est pas un titre, mais son prénom. En hawaïen il a le même prénom que son père : Halapou. Ce dernier a été rebaptisé « Duke » par Bernice Pauahi Bishop en l'honneur du prince Alfred de Saxe-Cobourg et Gotha (frère du futur roi Édouard VII) en visite à Hawaï à l'époque de sa naissance en 1869. Le jeune « Duke », étant le fils aîné, hérite du nom.
Kahanamoku grandit à la périphérie de Waikiki (près du site actuel de l'hôtel Hilton Hawaiian Village), où il passe sa jeunesse. C'est à Waikiki Beach qu'il s'est initié au surf et à la natation. Il pratiquait le surf, pratique ancestrale relatée pour la première fois par James Cook et qui avait ensuite été interdite par les missionnaires britanniques.
Dans sa jeunesse, Kahanamoku préférait les planches de surf de la vieille école (traditionnelle) et les appelait son « papa nui », construites à la manière des anciennes planches hawaiiennes « olo ». Fabriquées dans le bois d'un arbre koa, elles mesuraient 4,8 m (16 pieds) de long et pesaient 52 kg. À cette époque, les planches n'avaient pas encore de dérive. Dans sa carrière, plus tard, il se servit souvent de petites planches, mais préféra toujours celles en bois.

### Carrière
Le « Duke » excelle en natation grâce à une technique de crawl très efficace, technique qu'il a apprise lors de la visite de nageurs australiens à Hawaï en 1910 et qu'il a améliorée.
Le 11 août 1911, dans une rencontre amateur de natation, Kahanamoku est chronométré à 55,4 secondes dans le 100 yards (91 m) libre, battant le record du monde de l'époque de 4,6 secondes, dans l'eau salée de Honolulu Harbor. Il bat également le record dans le 220 yards (201 m) et égale celui du 50 yards (46 m), mais l'Amateur Athletic Union (AAU), incrédule, ne reconnaît ces faits que bien des années plus tard. L'AAU a d'abord prétendu que les juges avaient eu recours à des réveils plutôt que des chronomètres et, plus tard, a fait valoir que les courants océaniques avaient aidé Kahanamoku. En mai 1912, il obtient sa qualification pour les Jeux olympiques de 1912 à Stockholm en remportant le 100 mètres des qualifications américaines (ou trials). Un mois plus tard, il obtient également sa qualification pour le relais 4 × 200 mètres. Après avoir battu le record olympique en série, il manque, comme l'ensemble des membres de la délégation américaine, les demi-finales. Le jury accepte finalement une troisième demi-finale avec l'obligation pour le vainqueur de réaliser un meilleur temps que le troisième de la première demi-finale. Kahanamoku remplit cette condition en battant son propre record olympique. Kahanamoku est encore proche de manquer le départ de la finale, s'étant endormi. Il remporte finalement le titre olympique, recevant sa récompense du roi Gustave V de Suède. Lors de ces mêmes jeux, il remporte une deuxième médaille olympique en remportant l'argent avec le relais américain du 4 × 200 mètres derrière l'Australie.
Les années suivantes, il dispute de nombreuses courses lors de démonstrations de natation, profitant également de celles-ci pour faire découvrir le surf. Il fait ainsi du surf sur la côte Est des États-Unis, puis sur la côte Ouest où George Freeth, autre Hawaïen, s'était déjà installé en 1907. Sa visite en Australie, invité par la New South Wales Swimming Association est ainsi particulièrement marquante pour le développement du sport sur ce continent. Il remporte également les championnats AAU en 1916, 1917 et 1920.

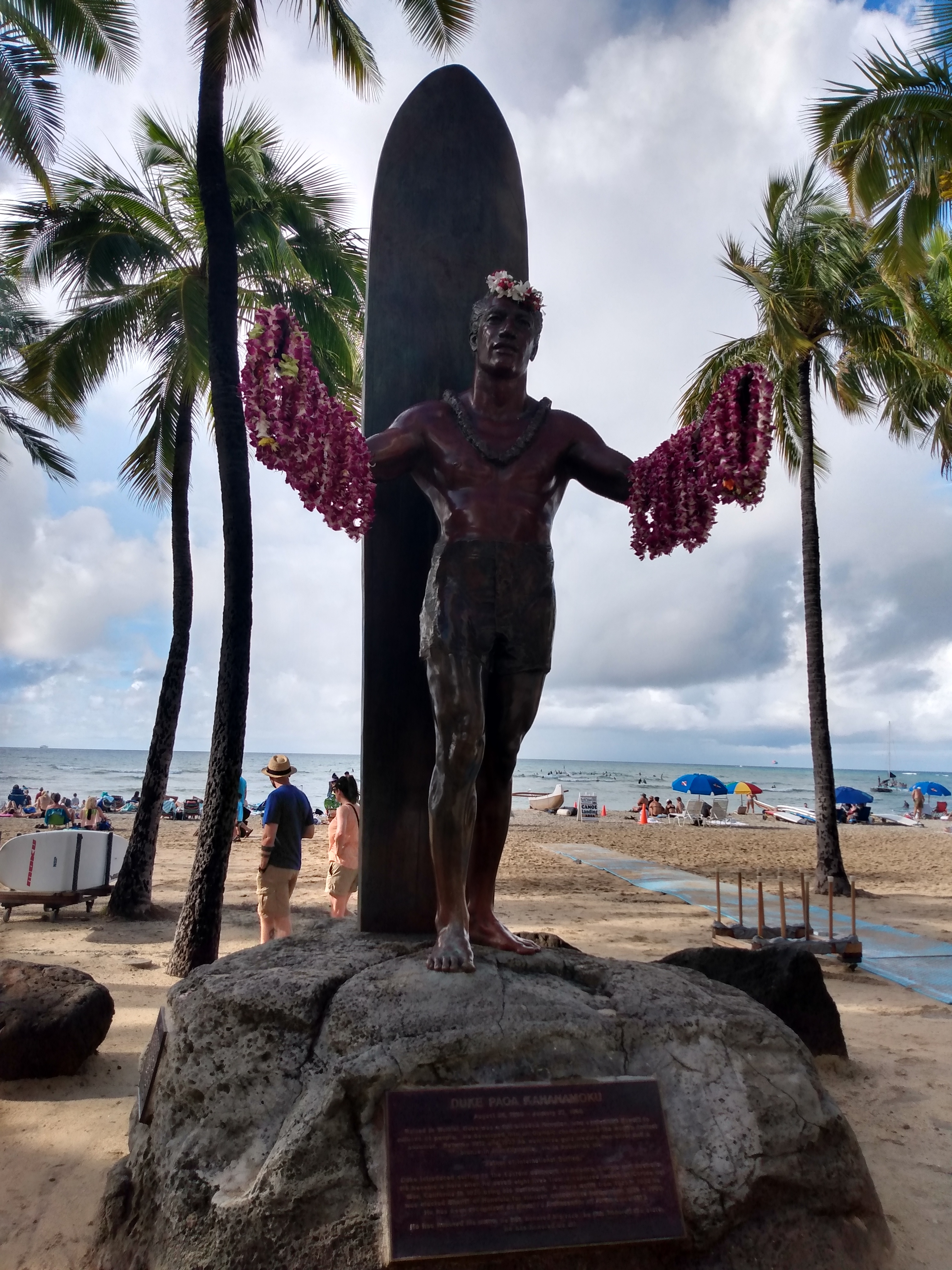
Statue de Duke Kahanamoku sur la plage de Waikiki à Honolulu.

Lors des Jeux olympiques d'Anvers, en 1920, il devient le premier nageur à conserver son titre sur 100 m nage libre. Avec un temps de 1 min 0 s 4, il établit un nouveau record du monde, dont il est déjà le détenteur depuis 1912. Lors de cette course, le podium est constitué de trois nageurs américains, qui sont de plus tous originaires de Hawaï. La finale est courue deux fois à la suite d'une réclamation d'un nageur australien, William Herald, qui déclarait avoir été gêné par le quatrième nageur américain Norman Ross. La deuxième finale donne le même résultat que la première course. Lors du 4 × 200 m nage libre, les Américains remportent la médaille d'or en établissant un nouveau record du monde, 10 min 4 s 4, dominant l'Australie, seconde, de 21 secondes.
Lors de sa troisième compétition olympique, lors des Jeux olympiques de Paris, il est privé du titre olympique par Johnny Weissmuller, la troisième place sur le podium étant occupée par son frère Sam.
En 1925, il augmente sa notoriété en réalisant un sauvetage. Le 14 juin, il est en train de pique-niquer et de faire du surf à Corona del Mar, Newport Beach. Un bateau de pêcheur fait naufrage. Duke Kahanamoku sauve huit personnes avec sa planche, en faisant trois allers-retours. Deux autres surfeurs sauvent également quatre personnes. Cela s'avère toutefois insuffisant pour sauver les 29 personnes du « Thelma » : 17 pêcheurs périrent dans le naufrage.
À 42 ans, il accepte un poste de remplaçant dans l'équipe de water-polo aux Jeux olympiques de Los Angeles de 1932. L'équipe américaine obtient la médaille de bronze.
En 1965, il fait partie de la première sélection de nageurs à intégrer le International Swimming Hall of Fame, aussi appelé ISHOF, le Temple de la renommée de la natation. Parmi les autres nageurs de cette première promotion figure Johnny Weissmuller, son vainqueur à Paris, et l'Australienne Dawn Fraser. En 1984, il est également introduit au United States Olympic Hall of Fame à titre posthume.
Il était également un fervent pratiquant du surf. Il fut même novateur dans ce domaine en inventant des figures et en utilisant sa grande notoriété pour devenir un véritable ambassadeur du surf. Il est considéré comme l'inventeur du surf moderne. À ce titre, il est honoré par la ville de Huntington Beach en Californie.
Après sa carrière sportive, il fut élu shérif d'Honolulu, poste qu'il occupa de 1932 à 1961.
Il mourut d'une crise cardiaque à Honolulu le 22 janvier 1968, à l'âge de 77 ans.

## Filmographie partielle
Durant ses exhibitions sportives, il attire l'attention d'Hollywood lors de son passage en Californie. Il se voit rapidement proposer des rôles dans des films. Il interprète ainsi des rôles de chefs polynésiens, de chefs aztèques, de chefs indiens... Parmi ces films, il joue dans Le Réveil de la sorcière rouge dont la vedette principale est John Wayne.
La filmographie de Duke Kahanamoku est notamment :
- 1925 : L'Aventure (Adventure) de Victor Fleming : Noah Noa
- 1925 : No Father to Guide Him de Leo McCarey
- 1925 : The Pony Express de James Cruze
- 1925 : Lord Jim de Victor Fleming : Tamb Itam
- 1927 : Hula de Victor Fleming : Un jeune hawaïen
- 1929 : Loin vers l'est (Where East is East) de Tod Browning : Un chasseur indigène (non crédité)
- 1929 : Le Forban (The Rescue) de Herbert Brenon : Jaffir
- 1948 : Le Réveil de la sorcière rouge (Wake of the Red Witch) de Edward Ludwig : Ua Nuke
- 1955 : Permission jusqu'à l'aube (Mister Roberts) de John Ford et Mervyn LeRoy : Un chef indigène

## Galerie de photos

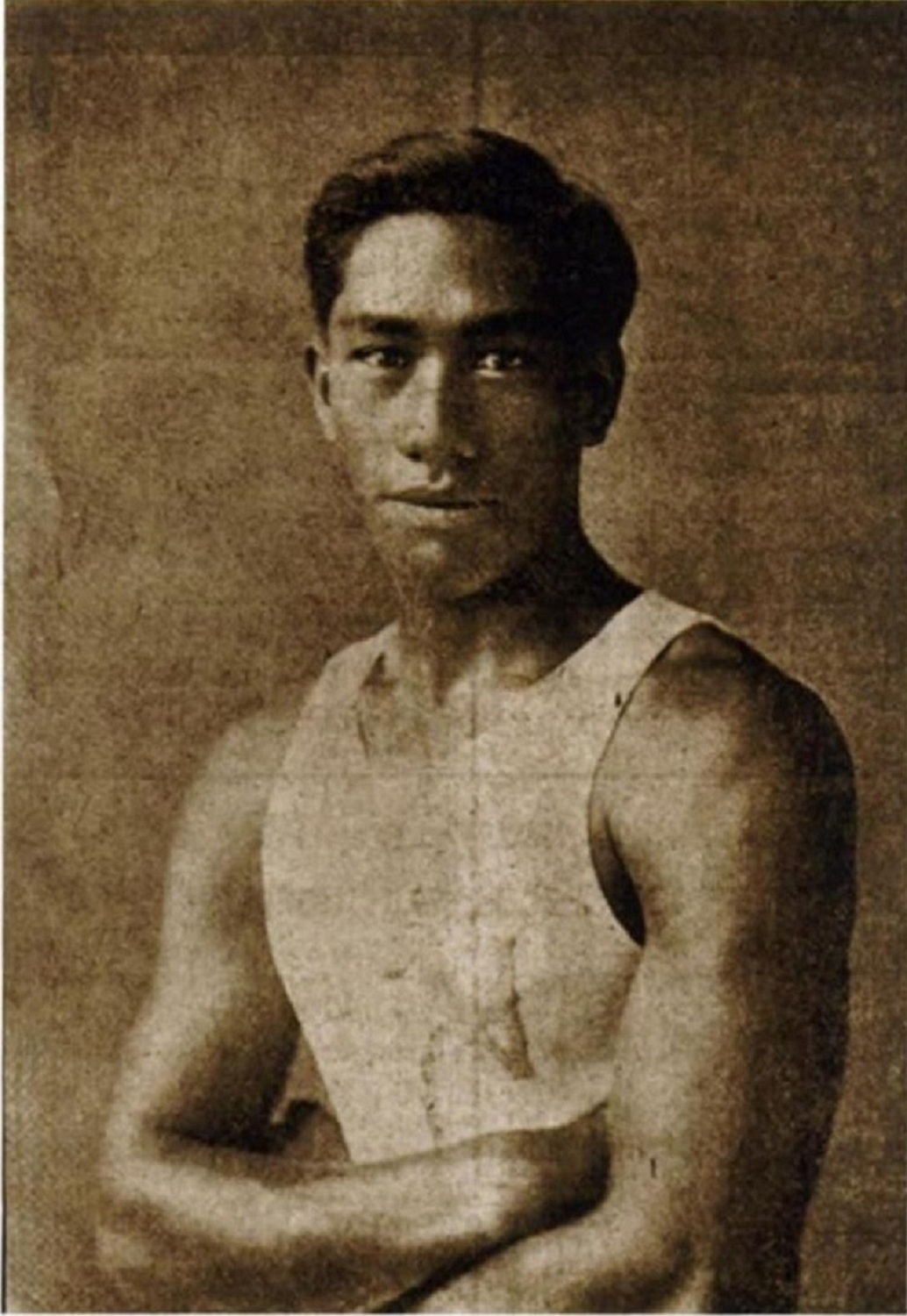
Duke Kahanamoku à 21 ans.
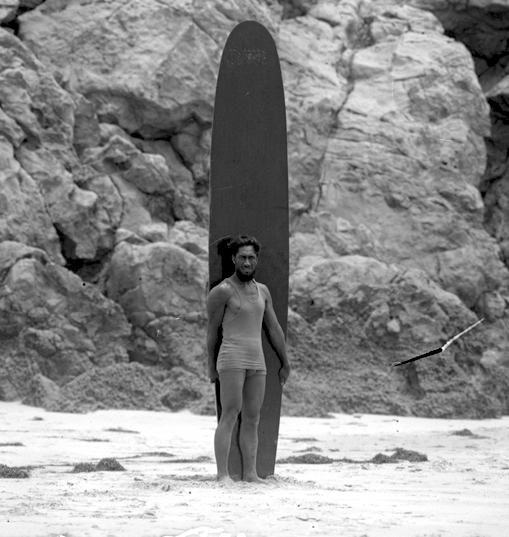
Duke Kahanamoku à Los Angeles en 1920.
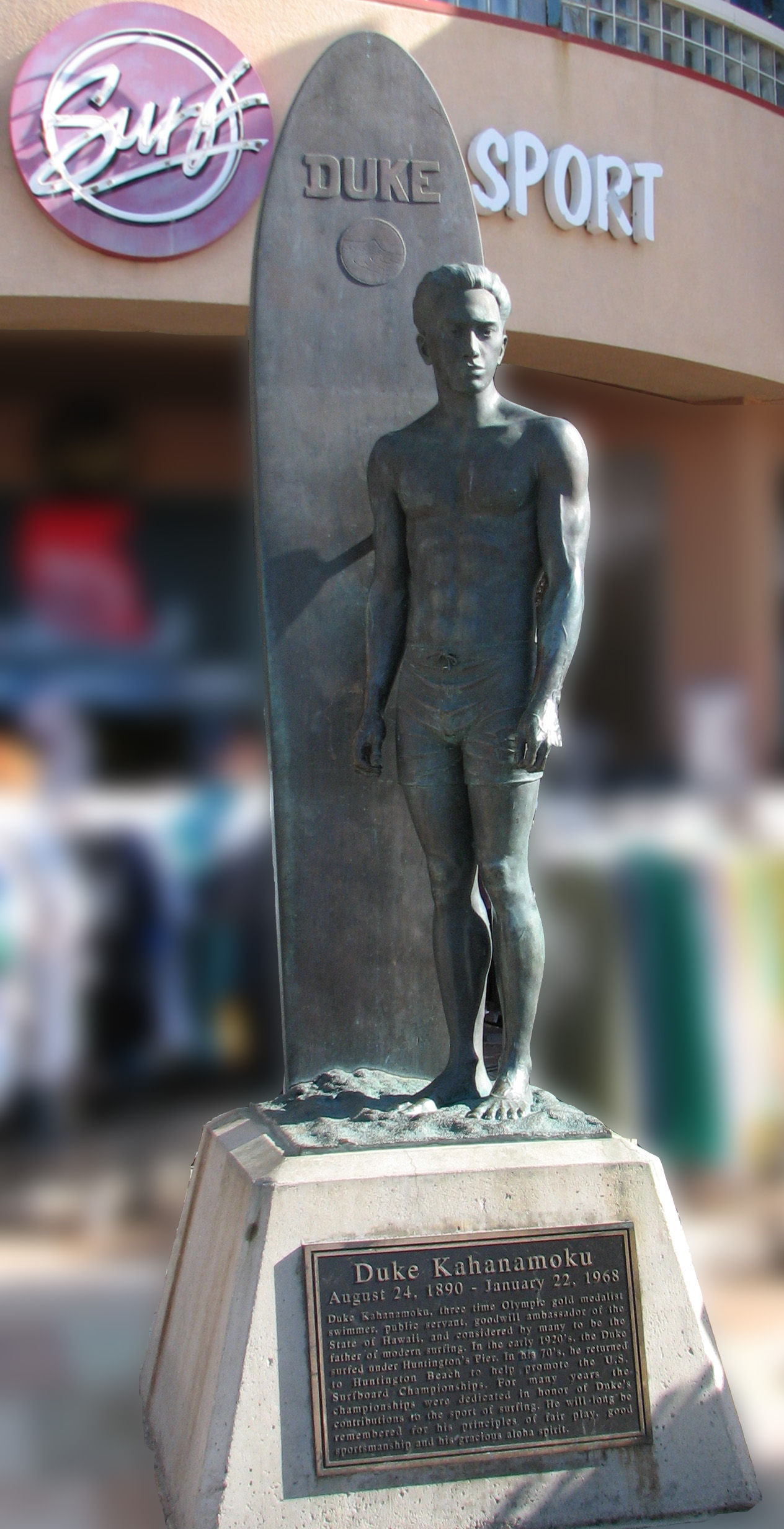
Statue de Duke Kahanamoku à Huntington Beach (États-Unis).